# Terrell Ransom Jr.
Terrell Ransom Jr. (Royal Oak, 5 luglio 2003) è un attore statunitense.
È famoso per il ruolo di Theo Carver nella soap opera statunitense Il tempo della nostra vita.

## Biografia
Ransom è nato a Royal Oak (Michigan) ed è il figlio di Terrell e Katrina Ransom. Ransom ha mostrato interesse per la recitazione molto presto guardando la serie Disney Hannah Montana da bambino. Successivamente si iscrisse a corsi di recitazione. Si trasferì poi con sua madre in California.

### Carriera
Da quando si è trasferito in California alla fine del 2007, Ransom ha lavorato costantemente. È apparso in numerosi spot pubblicitari, inclusi quelli per Kmart, Quilted Northern, Old Navy, Elmers Glue, McDonald's e SpongeSoap. Per sette anni ha avuto un ruolo ricorrente nella soap opera Il tempo della nostra vita dove ha interpretato il ruolo di Theo Carver dal 2008 al 2015 ed è apparso come guest star in diversi programmi tra cui The Middle, Detroit 1-8-7, CSI: NY e The Jay Leno Show. È anche apparso in alcuni film tra cui The Chicago 8 e Omicidio al 13º piano.

## Filmografia

### Cinema
- 41 anni vergine (The 41-Year-Old Virgin Who Knocked Up Sarah Marshall and Felt Superbad About It), regia di Craig Moss (2010)
- What Would Jesus Do?, regia di Thomas Makowski (2010) - non accreditato
- Courage, regia di Mark Zhen - cortometraggio (2010)
- The Chicago 8, regia di Pinchas Perry (2011)
- Murder on the 13th Floor, regia di Hanelle M. Culpepper (2012)
- Girl in Tank, regia di Jessica Rae - cortometraggio (2012)
- 12 anni schiavo (12 Years a Slave), regia di Steve McQueen (2013) - non accreditato
- The Viators, regia di Dusan Brown - cortometraggio (2015)
- A Chance in the World, regia di Mark Vadik (2017)
- Knight Righters, regia di Katrina Brox - cortometraggio (2018)

### Televisione
- Il tempo della nostra vita - soap opera (2008-2015)
- Joe Buck Live - serie TV, 1 episodio (2009)
- The Jay Leno Show - serie TV (2009)
- The Middle - serie TV, 2 episodi (2009, 2011)
- Funny or Die Presents - serie TV, 2 episodi (2010)
- Childrens Hospital - serie TV, 1 episodio (2010)
- Detroit 1-8-7 - serie TV, 1 episodio (2010)
- General Hospital - soap opera, 2 episodi (2011)
- Pretty the Series – serie TV, 4 episodi (2011-2012)
- CSI: NY – serie TV, 1 episodio (2012)
- CSI - Scena del crimine - serie TV, 1 episodio (2012)
- The Whispers - serie TV, 2 episodi (2015)
- A Girl Named Jo - serie TV (2019)
- Natale alle Hawaii - film TV (2019)
- Il tempo della nostra vita - soap opera (2023)